# Estaimpuis
Estaimpuis är en kommun i Belgien.   Den ligger i provinsen Hainaut och regionen Vallonien, i den västra delen av landet, 80 km väster om huvudstaden Bryssel. Antalet invånare är 10 103.
Trakten runt Estaimpuis består till största delen av jordbruksmark. Runt Estaimpuis är det tätbefolkat, med 257 invånare per kvadratkilometer.